# SN 1997bm
SN 1997bm – supernowa typu I odkryta 18 marca 1997 roku w galaktyce IC 705. W momencie odkrycia miała maksymalną jasność 18,00m.